# Freitagsmoschee von Qazvin

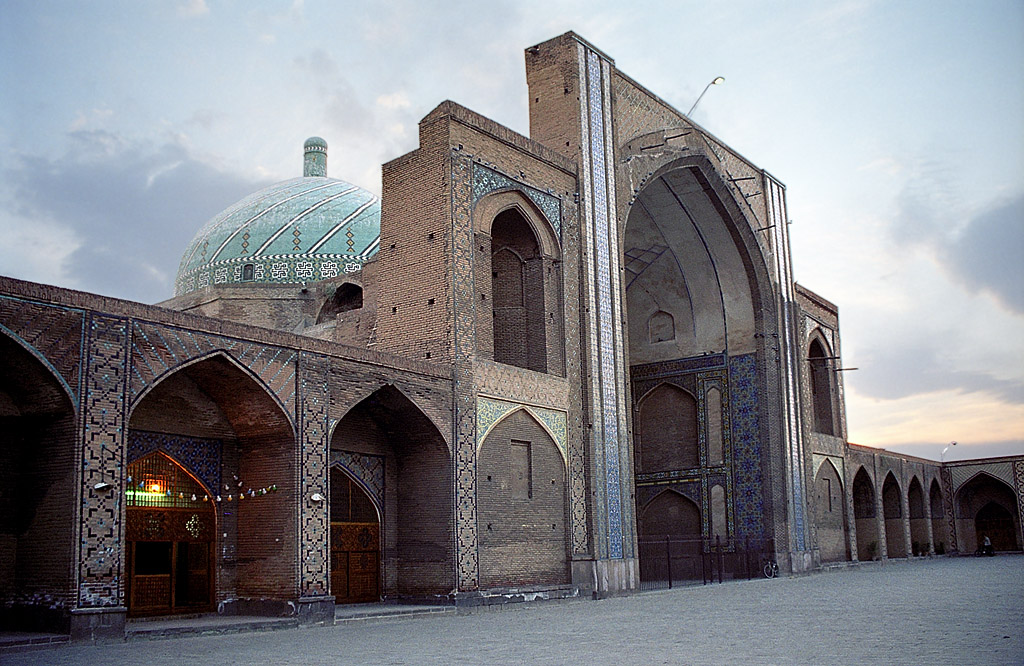
Hauptiwan mit Kuppelsaal, 2001

Die Freitagsmoschee von Qazvin (auch Masdsched-e Dschāme, persisch مسجد جامع عتيق قزوین Masjid-e Jameh Atiq Qazvin) ist eine der ältesten Moscheen Irans.

## Geschichte
Begründet wurde die Moschee unter der Herrschaft des Abbasiden-Kalifen Hārūn ar-Raschīd im Jahr 807. Reste dieser ersten Moschee ließen sich im Südost-Teil der Anlage finden. Die wichtigsten Bauteile der Moschee stammen jedoch aus der Zeit zwischen 1106 und 1153. Der Gebetssaal wird auf 1113 oder 1119 datiert. Später wurde angebaut, zuletzt während der Regentschaft des Fürstengeschlechts der Safawiden. Die doppelt gestaffelte Kuppel der Moschee hat einen Durchmesser von 14 m und gehört damit zu den größten seldschukischen Kuppeln in Iran. Der Öffentlichkeit ist die Kuppel unzugänglich. Sie enthält wertvolle Kostbarkeiten. Dazu gehört unter anderen Gegenständen eine mittelalterliche Kalligrafie. Die Moschee wurde während der Zeit ihres Bestehens immer wieder renoviert, so zuletzt 1992. 
Erbaut ist die Moschee in der für die persische Architektur typischen Vier-Iwan-Bauweise. Ungewöhnlich sind dagegen die großen Ausmaße des umschlossenen Innenhofs. Das Fundament der Anlage erhebt sich über einem zoroastrischen Feuertempel. Trotz des verheerenden Einmarsches der Mongolen, der das Abbasiden-Kalifat (mit Sitz in Bagdad) nach der Belagerung der Stadt 1258 untergehen ließ, steht die Moschee bis heute und wird genutzt. Gewisse Teile der Moschee wurden in eine Bibliothek umgewandelt.  
Die Moschee weist ein Untergrundgewölbe (Schabestan) sowie ein Trinkwasserreservoir auf. Beide Anlagen unterliegen dem Schutz der Cultural Heritage, Handcrafts and Tourism Organization.

## Galerie

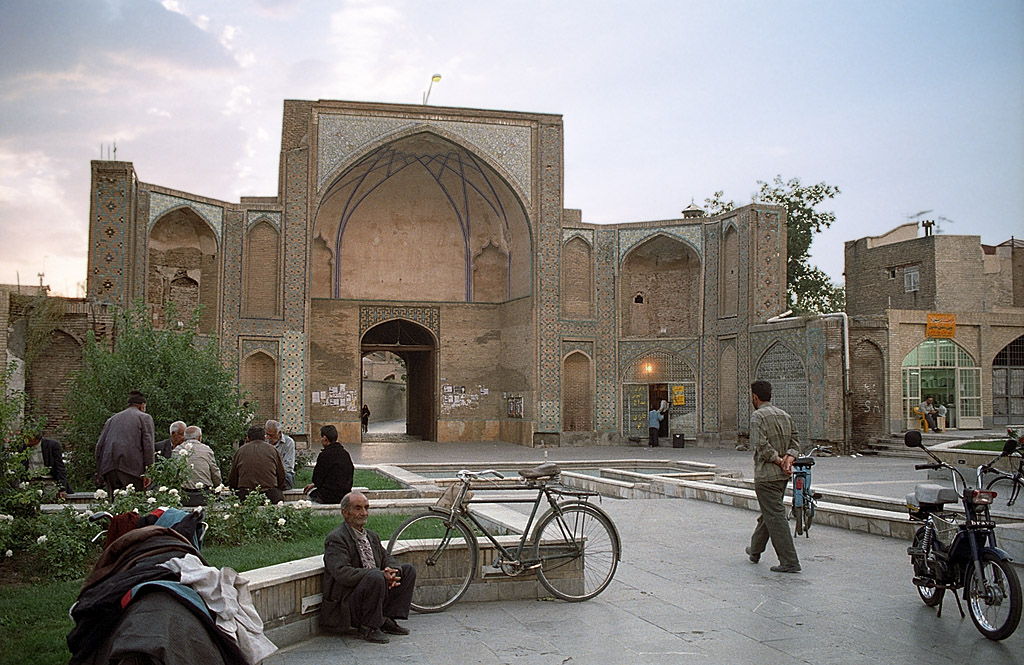
Eingang
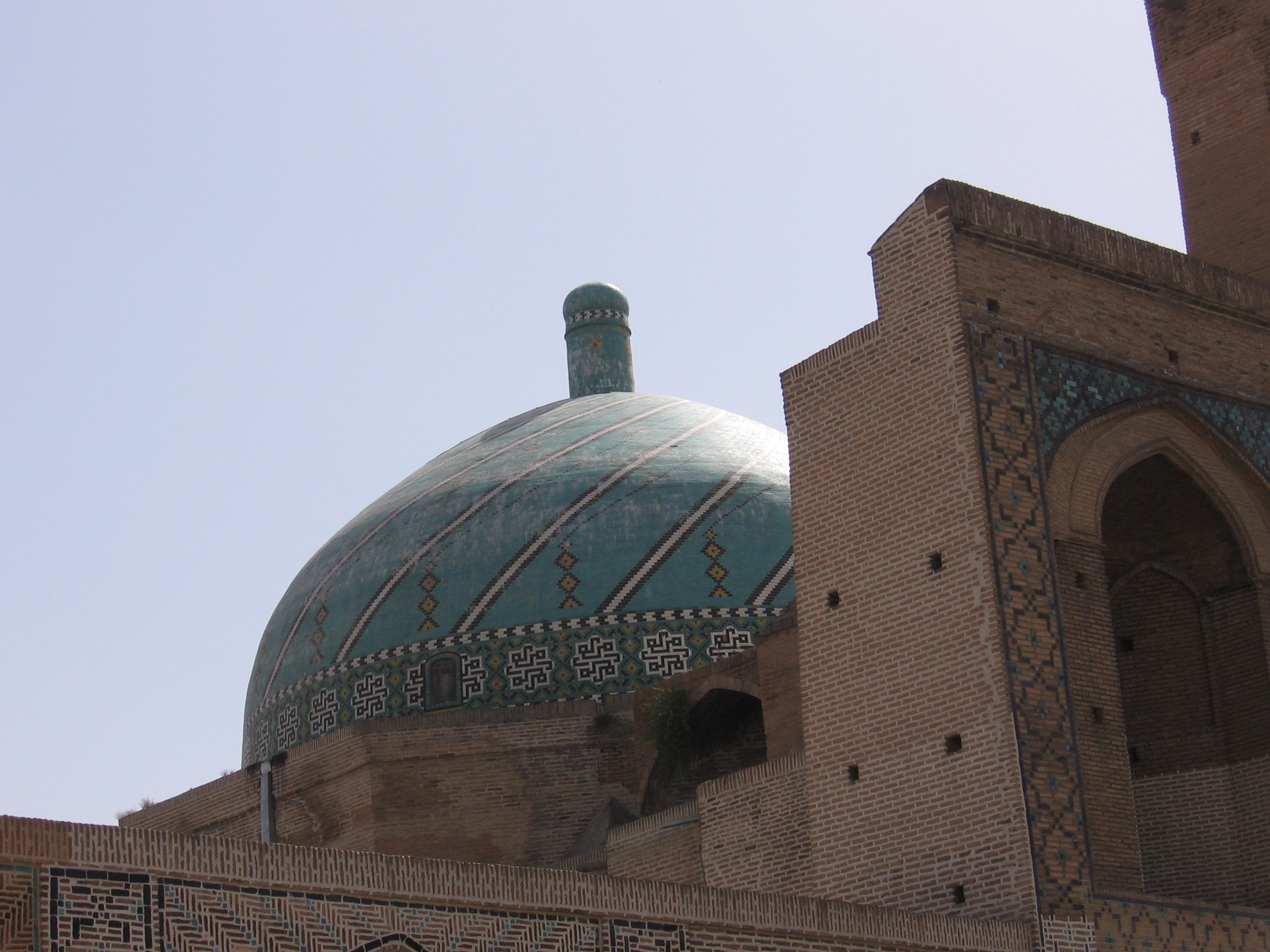
Kuppel
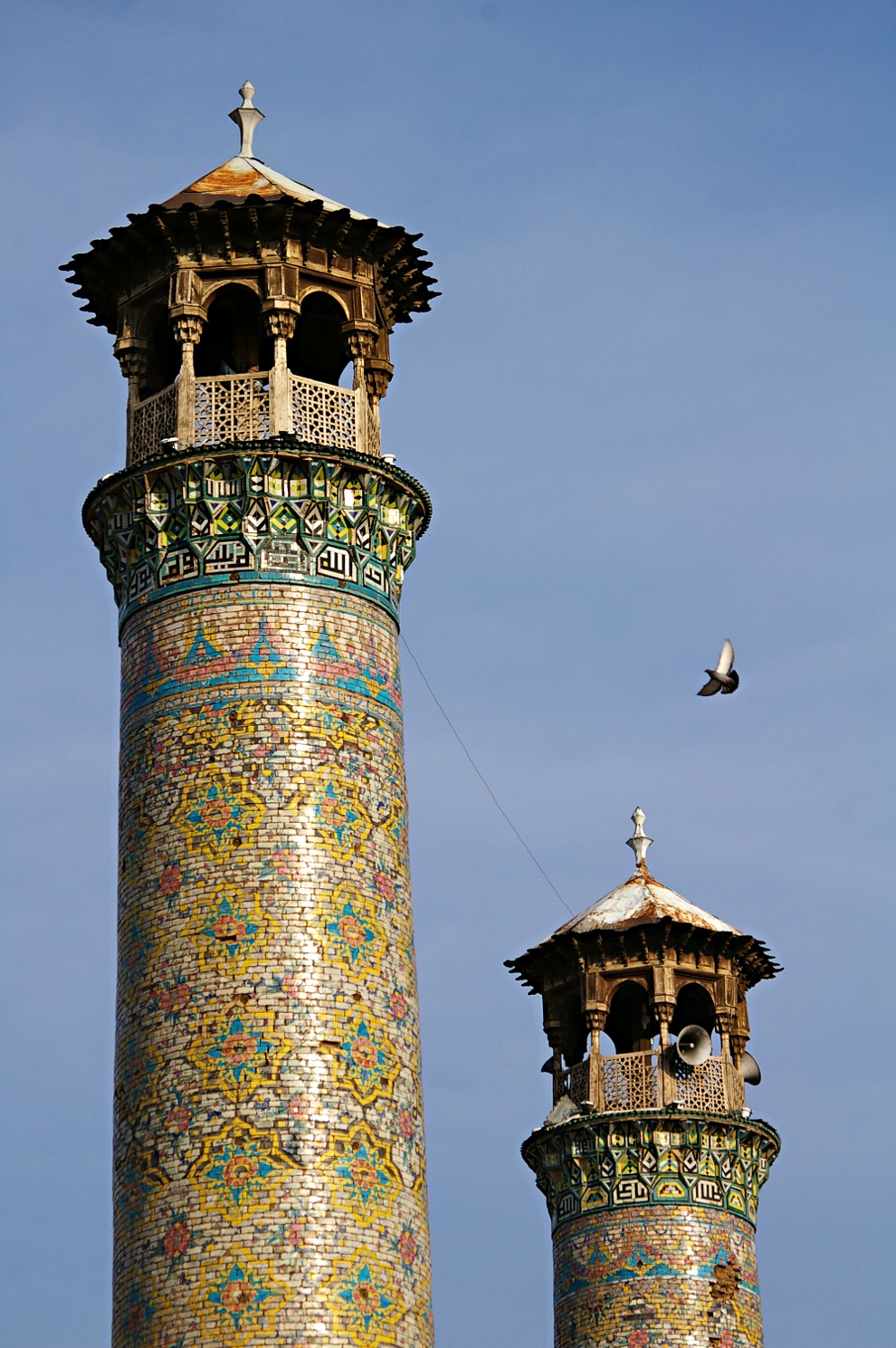
Minarette
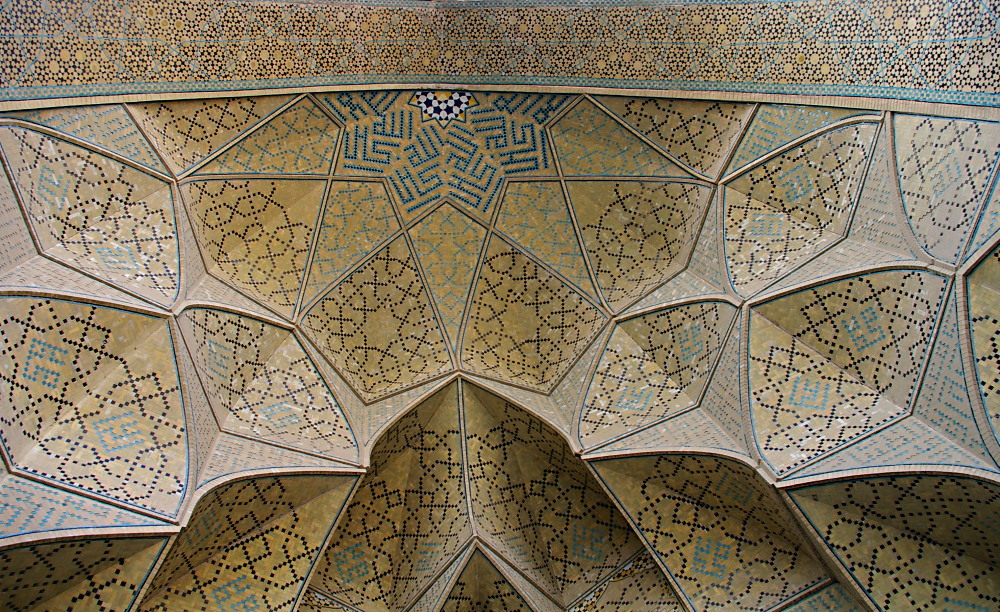
Muqarnas in der Iwankuppel
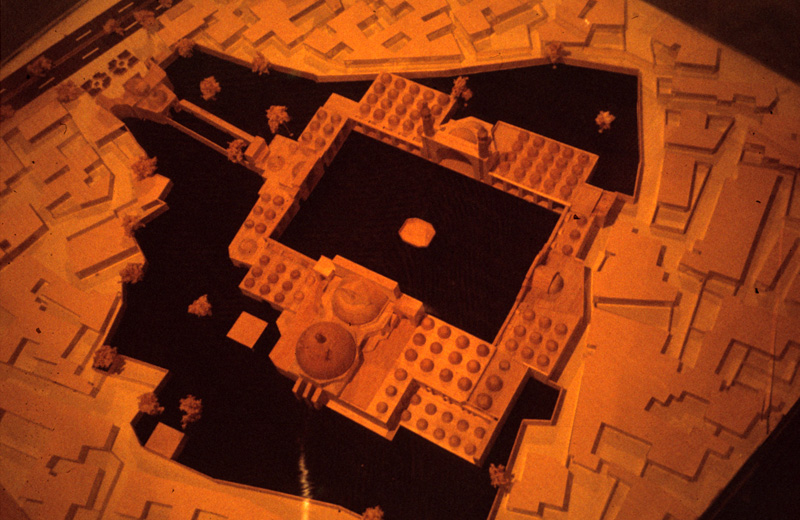
Modell
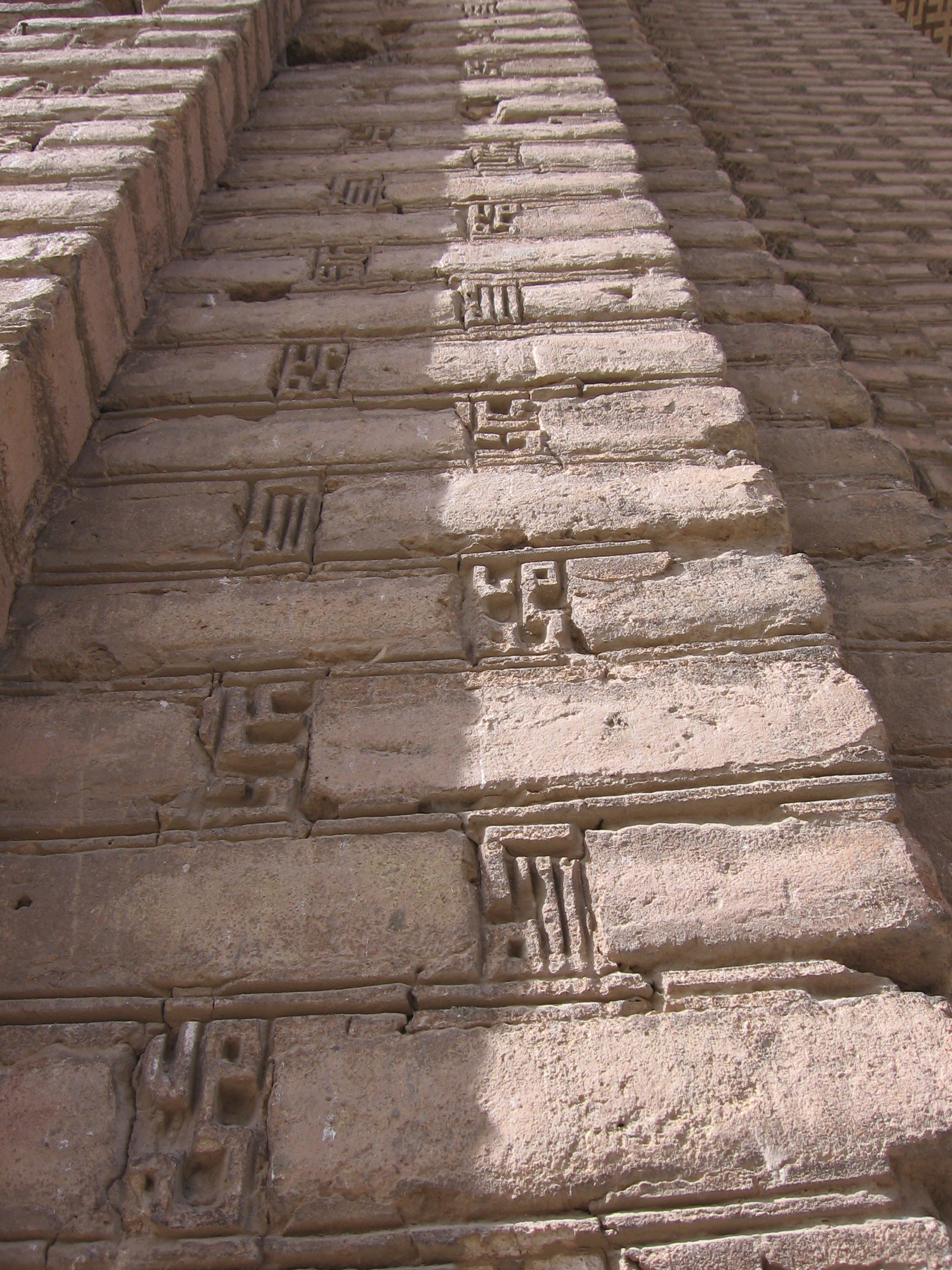
Ornamente auf ungebrannten Ziegeln
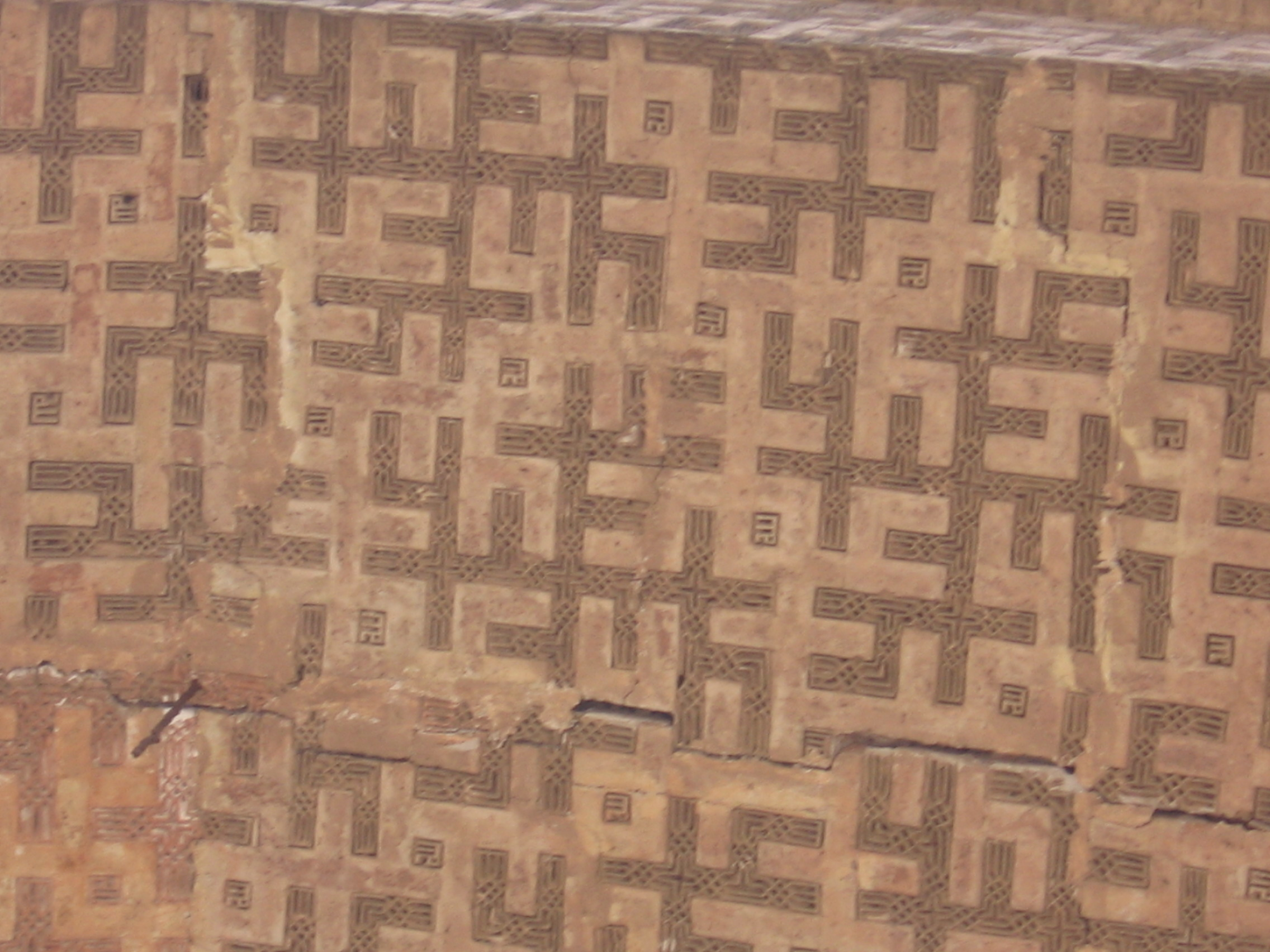
Mauerwerk-Ornamente
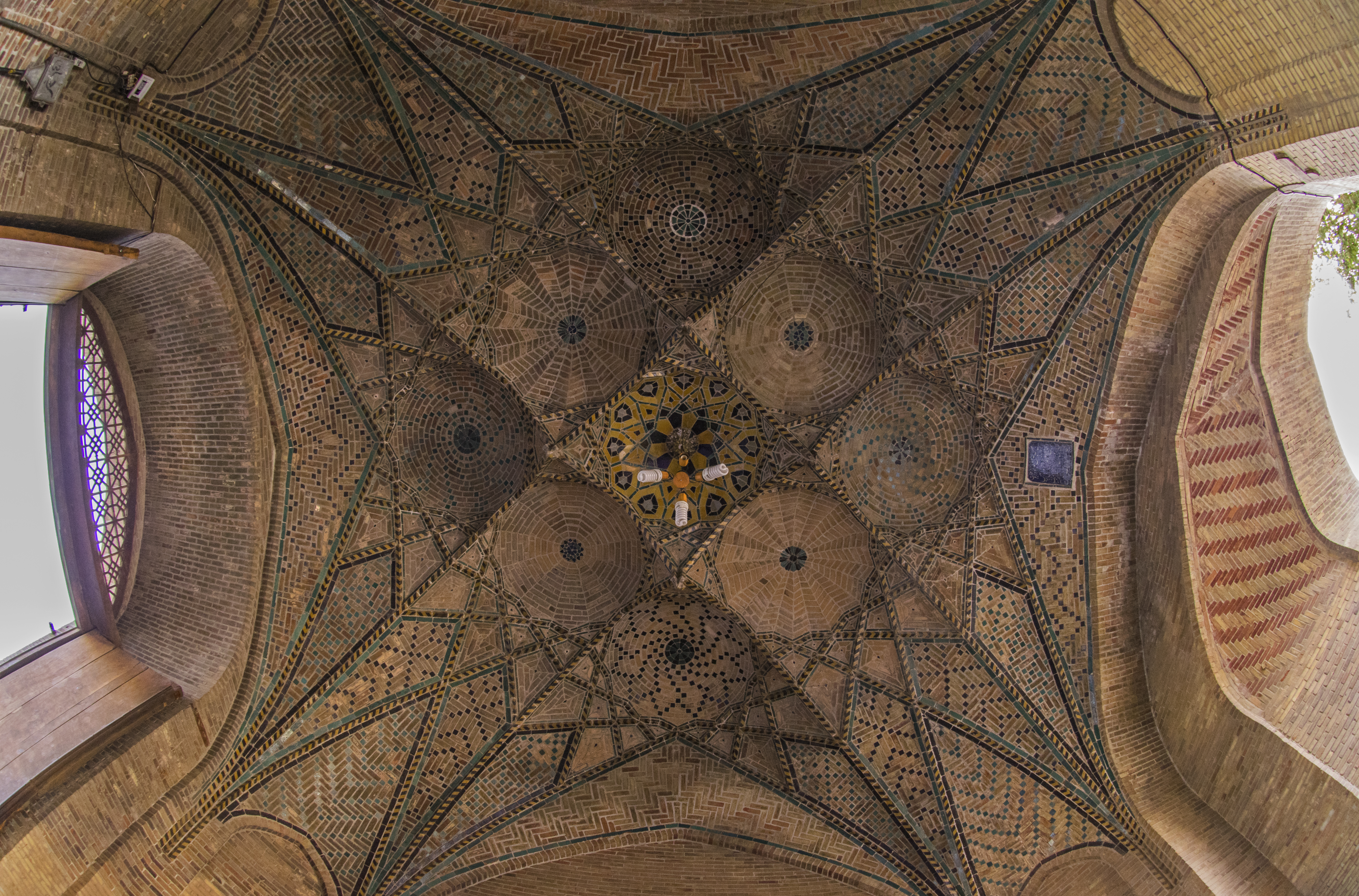
Deckendetail